# 铜壁关棘蜥
铜壁关棘蜥（学名：Acanthosaura tongbiguanensis）一种发现于中华人民共和国云南省西南部德宏州盈江县铜壁关自然保护区的蜥蜴，隶属于鬣蜥科（飞蜥科）棘蜥属。其种加词“tongbiguanensis”意为“铜壁关的”。

## 形态特征
铜壁关棘蜥与丽棘蜥（Acanthosaura lepidogaster）相比，体型更大；颈鬣和背鬣更发达。黑色贯眼纹向后延伸至鼓膜后端，未延伸至颈部领围；舌与口腔内部呈粉色，其眶后棘、枕后棘、颈鬣、吻鳞和眼眶的颜色较丽棘蜥均更浅。

## 保护
本种于2023年被收录入《有重要生态、科学、社会价值的陆生野生动物名录》。